# Roberto Ago
Roberto Ago (* 26. Mai 1907 in Vigevano; † 24. Februar 1995 in Genf) war ein italienischer Jurist. Er wirkte als Professor für internationales Recht an verschiedenen Universitäten seines Heimatlandes, von 1957 bis 1978 als Mitglied der UN-Völkerrechtskommission und von 1979 bis zu seinem Tod als Richter am Internationalen Gerichtshof.

## Leben
Roberto Ago wurde 1907 in Vigevano geboren und absolvierte ein Studium der Rechtswissenschaften, das er an der Universität Neapel mit dem Doktorat abschloss. In den Jahren 1934/1935 wirkte er als Professor für internationales Recht an der Universität Catania und wechselte dann bis 1938 an die Universität Genua. Von 1938 bis 1956 war er in gleicher Funktion an der Universität Mailand und anschließend bis 1982 an der Universität Rom tätig. In den Jahren 1936, 1939, 1956, 1971 und 1983 unterrichtete er an der Haager Akademie für Völkerrecht, deren Kuratorium er bis zu seinem Tod fast zwei Jahrzehnte lang als Vorsitzender vorstand. Im Jahr 1992 nahm er in dieser Funktion den Félix-Houphouët-Boigny-Friedenspreis entgegen, welcher der Akademie für ihr Wirken verliehen worden war.
Von 1957 bis 1978 gehörte er der Völkerrechtskommission der Vereinten Nationen an. Mit Beginn des Jahres 1979 wechselte er als Richter an den Internationalen Gerichtshof (IGH) in Den Haag, an dem er zuvor bereits in einem Fall als Ad-hoc-Richter tätig gewesen war. Er wirkte bis zu seinem Tod am IGH und starb 1995 in Genf. Zu seinem Nachfolger wurde, den Traditionen des Gerichts entsprechend, sein Landsmann Luigi Ferrari Bravo gewählt, der bis zum turnusmäßigen Ende von Agos Amtszeit im Februar 1997 am IGH tätig war.
Hauptschwerpunkt des akademischen Wirkens von Roberto Ago und seiner Aktivitäten in der Völkerrechtskommission war der Bereich der völkerrechtlichen Verantwortlichkeit von Staaten. Er war ab 1970 Ehrenmitglied der Amerikanischen Gesellschaft für internationales Recht und gehörte ab 1952 dem Institut de Droit international an, dessen 1993 in Mailand abgehaltene 66. Sitzung er als Präsident leitete. Die Universitäten Paris, Genf und Nizza verliehen ihm die Ehrendoktorwürde. Seit 1974 war er assoziiertes Mitglied der Königlichen Akademie der Wissenschaften und Schönen Künste von Belgien. Roberto Ago war verwitwet und Vater von drei Söhnen und zwei Töchtern.

## Werke (Auswahl)
- Teoria del diritto internazionale privato. Padua 1934
- Scienza giuridica e diritto internazionale. Mailand 1950
- Scritti sulla responsabilità internazionale degli stati. Drei Bände. Neapel, 1978–1986
- La prassi italiana di diritto internazionale. Terza serie (1919–1925). Acht Bände. Rom 1995 (als Mitherausgeber)